# Drapeau de la République de l'Altaï
 (décembre 2024).
Le drapeau de la République de l'Altaï est l'un des symboles de l'Altaï, une des républiques de Russie appelé aussi Haut-Altaï pour la différencier du kraï de l'Altaï. Il s'agit d'un rectangle de proportion 1:2.
Ce drapeau a été conçu par l'artiste Vladimir Petrovich Chukuyev. Adopté le 2 juillet 1992 avec des proportions de 1:2, les proportions ont été modifiées pour passer au ratio 2:3 le 29 juin 1994, puis 1:2 le 24 avril 2003 et enfin 2:3 le 22 mars 2016.
Ce drapeau bicolore se compose de quatre bandes bleu clair et blanc : la largeur des bandes, de haut en bas, est de 67 - 4 - 4 - 25. Selon l'auteur, la couleur blanche se rapporte aux  Russes et le bleu au peuple Altaïen (peuple turc) qui rappelle aussi le bleu du drapeau du Kazakhstan. Officiellement, le blanc symbolise l'éternité et le bleu symbolise les montagnes, les rivières, les lacs et le ciel.